# Rock Your Fire
「Rock Your Fire」（ロック・ユア・ファイア）は、西城秀樹の65枚目のシングル。1991年3月25日にD.O.G HOUSEから発売された。

## 解説
- 織田哲郎の作曲による初めての作品である。
- 本作より2年間、楽曲プロデュースをビーイングに委託することになる。

## 収録曲
（全作詞：サエキけんぞう）
1. Rock Your Fire
作曲・編曲：織田哲郎
2. 蒼い月の悪戯
作曲・編曲：上邑博

## 収録アルバム
- 『MAD DOG』